# Устье (Ненецкий автономный округ)
У́стье — деревня в Заполярном районе Ненецкого автономного округа России. Входит в состав Тельвисочного сельсовета.

## География
Деревня Устье находится в центре Ненецкого округа, на правом берегу Городецкого шара (рукав Печоры), у озера Городецкого (Пустого, Кормчего), между Пустозерском и селом Тельвиска. Ближайшая железнодорожная станция — Усинск. Деревня находится за полярным кругом.

## История
Деревня возникла на рубеже XV и XVI веков, как промысловая жира. До начала XX века эта территория относилась к Архангельской губернии. В 1929—1959 годах, деревня входила в состав Тельвисочно-Самоедского (Тельвисочно-Ненецкого) района (Печорский уезд), Пустозерского и Нижне-Печорского районов в составе Ненецкого национального округа Архангельской области (до 1936 — Северного края) РСФСР.
В 2005 году Тельвисочный сельсовет был включён в состав Заполярного района Ненецкого округа.

## Экономика
Основные занятия жителей — рыболовство, содержание скота. Часть деревни, где находится дом Терентьевой, амбары Хайминой и Нечаевой, баня И. Н. Попова, обетный крест, сруб пустозерской церкви Преображения, — территория Пустозерского комплексного историко-природного музея.

## Население
| 2002 | 2010 |
| ---- | ---- |
| 40   | ↘22  |

В 1574 году в жире Устье было 5 сараев, в 1679 году — 4 двора. В 1922 году — 174 жителя. В 1993 году постоянное население деревни составляло 59 человек.

## Сотовая связь
Оператор сотовой связи стандарта GSM: МТС (в зоне покрытия).